# Juan Carlos Valerón
Juan Carlos Valerón Santana, född den 17 juni 1975, är en spansk före detta fotbollsspelare.
Han spelade för Spanien i EM 2000, VM 2002 och EM 2004.